# Anabarhynchus dugdalei
Anabarhynchus dugdalei är en tvåvingeart som beskrevs av Lyneborg 1992. Anabarhynchus dugdalei ingår i släktet Anabarhynchus och familjen stilettflugor. Inga underarter finns listade i Catalogue of Life.